# Шедше тріє царі
Шедше тріє царі (Три царіє со дари) — вертепний кант, фрагмент різдвяної драми (вертепу) XVII–XVIII ст.
Кант передає типовий для всіх вертепних вистав сюжет про подорож трьох царів, яких Вифлеємська зірка вела до новонародженого Ісуса, їх зустріч з Іродом, попередження волхвів ангелом про лихий задум Ірода вбити немовля.

## Т.Шевченко і кант
Про кант згадує у своєму вірші з «Малої книжки» Тарас Шевченко:
 <…> зроблю
 Маленьку книжечку. Хрестами
 І везерунками з квітками
 Кругом листочки обведу.
 Та й списую Сковороду
 Або «Три царіє со дари».

## Виконання
Записи цього канта увійшли до альбомів «Святки. Етнічна музика Полтавщини» (автентичне виконання), «Рицар смілостю упоєнний» гурту «Хорея Козацька», «Коляда-Колядка» акапели «Менестрелі», «Сначала днесь поутру рано» акапели «Leopolis» та ін.

## Текст

Ноти канта «Шедше тріє царі»

Шедше тріє царі
 Ко Христу со дари,
 Ірод їх пригласи,
 Куди ідуть іспроси.
 Отвічавши йому,
 Ми йдем к Рожденному.
 К Рожденному ідіте
 А мене возвістіте.
 Ангел к ним віщає,
 На путь наставляє,
 А ви з пути зверніте,
 Ко Іроду не йдіте!
 Звізда гряде чудно
 З восток на полудне.
 Над вертепом сіяє
 Христа Царя являє.